# Coppa di Germania di pallacanestro maschile
La Coppa di Germania (de: Deutscher Pokalsieger) di pallacanestro è un trofeo nazionale tedesco organizzato annualmente dalla Federazione cestistica della Germania (DBB).
La finale della prima edizione venne giocata l'11 giugno 1967, e venne vinta dal VfL Osnabrück.

## Albo d'oro

### DBB-Pokal
- 1967  Osnabrück
- 1968  Bayern Monaco
- 1969  MTV Gießen
- 1970  Bayer Leverkusen
- 1971  Bayer Leverkusen
- 1972  MTV Wolfenbüttel
- 1973  MTV Gießen
- 1974  Bayer Leverkusen
- 1975  SSV Hagen
- 1976  Bayer Leverkusen
- 1977  Heidelberg
- 1978  Heidelberg
- 1979  MTV Gießen
- 1980  Saturn Colonia
- 1981  Saturn Colonia
- 1982  MTV Wolfenbüttel
- 1983  Saturn Colonia
- 1984  Gottinga 1846
- 1985  Gottinga 1846
- 1986  Bayer Leverkusen
- 1987  Bayer Leverkusen
- 1988  Bayreuth
- 1989  Bayreuth
- 1990  Bayer Leverkusen
- 1991  Bayer Leverkusen
- 1992  Bamberga
- 1993  Bayer Leverkusen
- 1994  Brandt Hagen
- 1995  Bayer Leverkusen
- 1996  SSV 1846 Ulma
- 1997  Alba Berlino
- 1998  TBB Treviri
- 1999  Alba Berlino
- 2000  Skyl. Francoforte
- 2001  TBB Treviri
- 2002  Alba Berlino
- 2003  Alba Berlino
- 2004  Cologne 99ers
- 2005  Cologne 99ers
- 2006  Alba Berlino
- 2007  Colonia 99ers
- 2008  Artland Dragons
- 2009  Alba Berlino

### BBL-Pokal
| Stagione  | Vincitore          | Finalista          | Risultato |
| 2010      | Bamberger          | Skyl. Francoforte  | 76 - 75   |
| 2011      | Bamberger          | Braunschweig       | 69 - 66   |
| 2012      | Bamberger          | Telekom Bonn       | 82 - 73   |
| 2013      | Alba Berlino       | Ulma               | 85 - 67   |
| 2014      | Alba Berlino       | Ulma               | 86 - 80   |
| 2015      | EWE Oldenburg      | Bamberger          | 72 - 70   |
| 2016      | Alba Berlino       | Bayern Monaco      | 67 - 65   |
| 2017      | Bamberger          | Bayern Monaco      | 74 - 71   |
| 2018      | Bayern Monaco      | Alba Berlino       | 80 - 75   |
| 2018-2019 | Bamberger          | Alba Berlino       | 83 - 82   |
| 2019-2020 | Alba Berlino       | EWE Oldenburg      | 89 - 67   |
| 2020-2021 | Bayern Monaco      | Alba Berlino       | 85 - 79   |
| 2021-2022 | Alba Berlino       | Crailsheim Merlins | 86 - 76   |
| 2022-2023 | Bayern Monaco      | EWE Oldenburg      | 90 - 78   |
| 2023-2024 | Bayern Monaco      | Ulma               | 81 - 65   |
| 2024-2025 | Mitteldeutscher BC | Bamberger          | 97 - 87   |

## Vittorie per club
| Club                   | Vittorie | Anno                                                             |
| ---------------------- | -------- | ---------------------------------------------------------------- |
| Alba Berlino           | 11       | 1997, 1999, 2002, 2003, 2006, 2009, 2013, 2014, 2016, 2020, 2022 |
| Bayer Leverkusen       | 10       | 1970, 1971, 1974, 1976, 1986, 1987, 1990, 1991, 1993, 1995       |
| Bamberger              | 6        | 1992, 2010, 2011, 2012, 2017, 2019                               |
| Bayern Monaco          | 5        | 1968, 2018, 2021, 2023, 2024                                     |
| Gießen 46ers           | 3        | 1969, 1973, 1979                                                 |
| Saturn Colonia         | 3        | 1980, 1981, 1983                                                 |
| RheinStars Köln        | 3        | 2004, 2005, 2007                                                 |
| Heidelberg             | 2        | 1977, 1978                                                       |
| MTV Herz. Wolfenbüttel | 2        | 1972, 1982                                                       |
| Gottinga 1846          | 2        | 1984, 1985                                                       |
| Bayreuth               | 2        | 1988, 1989                                                       |
| BBV Hagen              | 2        | 1975, 1994                                                       |
| TBB Treviri            | 2        | 1998, 2001                                                       |
| Osnabrück              | 1        | 1967                                                             |
| Ulma                   | 1        | 1996                                                             |
| Skyl. Francoforte      | 1        | 2000                                                             |
| Artland Dragons        | 1        | 2008                                                             |
| EWE Oldenburg          | 1        | 2015                                                             |
| Mitteldeutscher BC     | 1        | 2025                                                             |